# 2019年世界水泳選手権グレナダ選手団
2019年世界水泳選手権グレナダ選手団は、2019年7月12日から7月28日まで韓国の光州で開催された第18回世界水泳選手権のグレナダ選手団、およびその競技結果。

## 選手団
- 人員: 選手 3人

## 選手名簿・結果
| 選手                   | 種目              | 予選      | 予選 | 準決勝   | 準決勝   | 決勝     | 決勝     |
| 選手                   | 種目              | 結果      | 順位 | 結果     | 順位     | 結果     | 順位     |
| ---------------------- | ----------------- | --------- | ---- | -------- | -------- | -------- | -------- |
| ケリー・オリヴィエーレ | 男子50m自由形     | 24秒23    | 81位 | 予選敗退 | 予選敗退 | 予選敗退 | 予選敗退 |
| ケリー・オリヴィエーレ | 男子50mバタフライ | 26秒93    | 70位 | 予選敗退 | 予選敗退 | 予選敗退 | 予選敗退 |
| デルロン・フェリックス | 男子50m背泳ぎ     | 28秒15    | 58位 | 予選敗退 | 予選敗退 | 予選敗退 | 予選敗退 |
| デルロン・フェリックス | 男子100m自由形    | 53秒08    | 85位 | 予選敗退 | 予選敗退 | 予選敗退 | 予選敗退 |
| キンバリー・インス     | 女子50m背泳ぎ     | 32秒27    | 36位 | 予選敗退 | 予選敗退 | 予選敗退 | 予選敗退 |
| キンバリー・インス     | 女子100m背泳ぎ    | 1分09秒85 | 56位 | 予選敗退 | 予選敗退 | 予選敗退 | 予選敗退 |